# Персей (сузір'я)
Персей — сузір'я на північному небі, назване на честь грецького міфологічного героя Персея. Це одне з 48 стародавніх сузір'їв, перелічених астрономом II століття Птолемеєм та одне з 88 сучасних сузір'їв, визначених Міжнародним астрономічним союзом (МАС). Воно розташоване поблизу кількох інших сузір'їв, названих на честь давньогрецьких легенд включаючи Андромеду на заході та Кассіопею на півночі. Персей також межує з Овном і Тельцем на півдні, Візничим на сході, Жирафом на півночі та Трикутником на заході. У зоряних атласах початку XIX століття іноді зображували Персея з безтілесною головою Медузи; цей астеризм отримав назву «Персей та Голова Медузи», однак це так і не стало популярним.
Галактична площина Чумацького Шляху проходить через сузір'я Персея, найяскравішою зорею якого є жовто-білий надгігант Мірфак (Альфа Персея), що сяє з видимою зоряною величиною 1,79. Він та багато навколишніх зірок входять до розсіяного скупчення, відомого як скупчення Альфа Персея. Однак найвідомішою зорею є Алголь (Бета Персея), пов'язана зі зловісними легендами через свою змінність, помітну неозброєним оком. Замість того, щоб бути внутрішньо змінною зорею, це затемнювальна подвійна зоря. Інші помітні зоряні системи в сузір'ї Персея включають X Персея, подвійну систему, що містить нейтронну зорю, та GK Персея – нову, яка досягла піку зоряної величини 0,2 у 1901 році. Подвійне скупчення, що складається з двох розсіяних скупчень, розташованих досить близько одне до одного на небі, було відоме ще стародавнім китайцям. Сузір'я дало свою назву скупченню Персея (Abell 426) – масивному скупченню галактик, розташованому за 250 мільйонів світлових років від Землі. Тут знаходиться радіант щорічного метеорного потоку Персеїди — одного з найпотужніших метеорних потоків на небі.

## Історія та міфологія

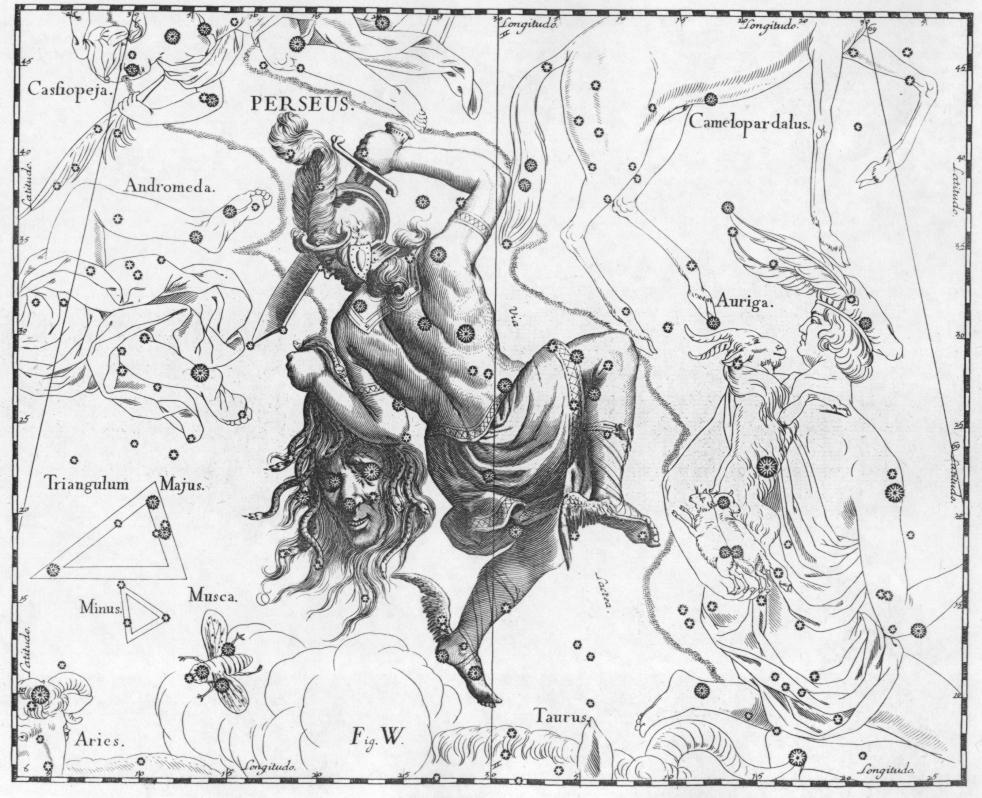
Персей із головою Медузи. Гравюра із «Дзеркала Уранії», бл. 1825 року

У грецькій міфології Персей був сином Данаї, яку цар Полідект послав за головою Медузи Горгони — істоти, чий погляд обертав усе живе на камінь. Персей убив Медузу, коли вона спала, після чого з її тіла з'явилися крилатий кінь Пегас і страховисько Хрісаор. Згодом Персей вирушив до володінь царя Цефея, дочка якого, Андромеда, мала бути принесена в жертву морському чудовиську Киту.

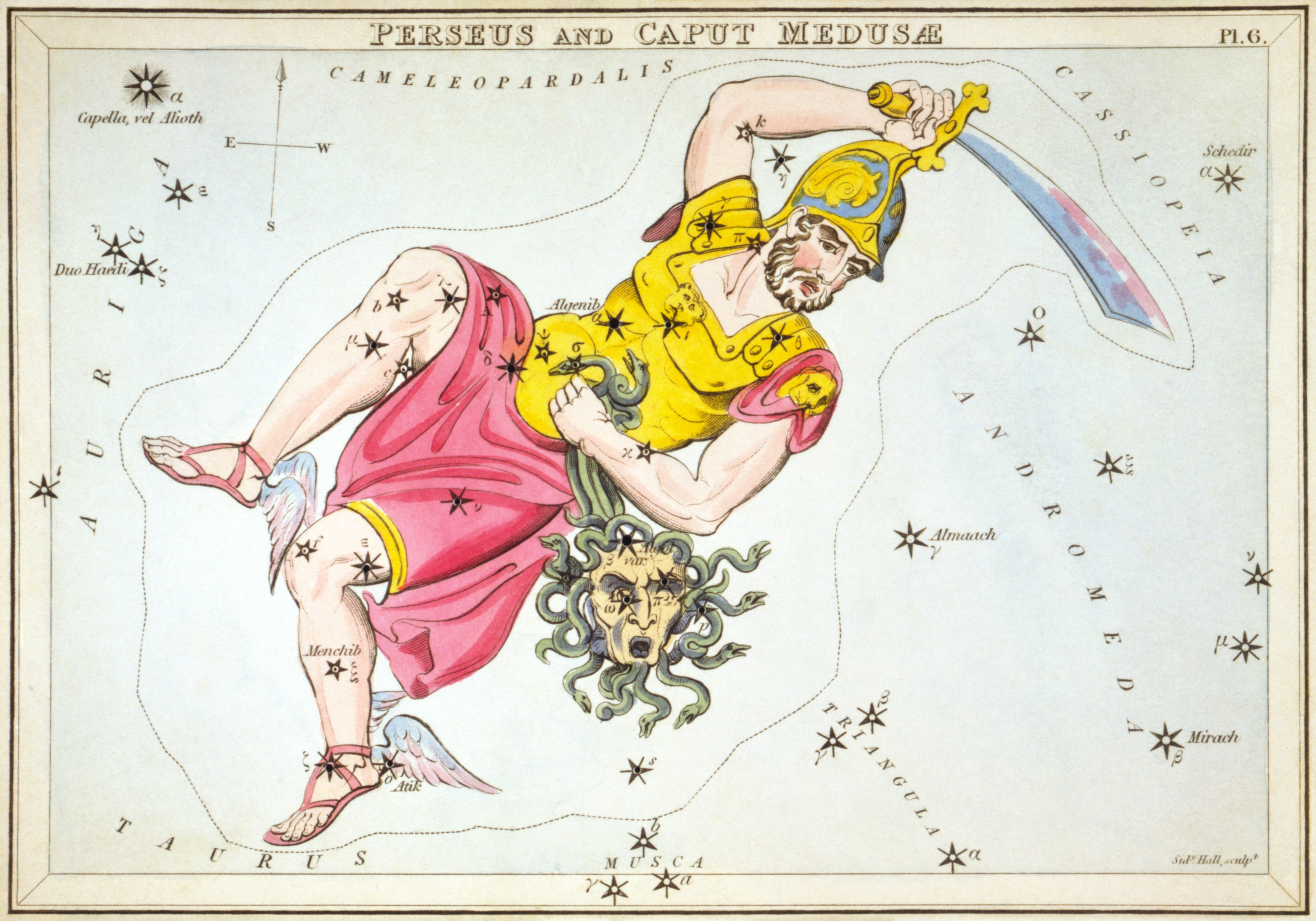
Сузір'я Персея із «Дзеркала Уранії», набору тематичних карток опублікованого у Лондоні, бл. 1825 року

Персей урятував Андромеду, вбивши чудовисько мечем. Згодом він показав голову Медузи Полідекту та його прибічникам, перетворивши їх на камінь, після чого зробив рибалку Діктіса царем. Персей і Андромеда одружилися і мали шістьох дітей.
На небі Персей розташований поруч із сузір’ями Андромеди, Цефея, Кассіопеї (матері Андромеди), Кита і Пегаса.
У неоасирійській Вавилонії (911—605 до н.е.) сузір’я Персея було відоме як «сузір’я Старця» (шум. SU.GI) і асоціювалося зі сходом у астрономічному тексті MUL.APIN VII століття до н.е.

### У незахідній астрономії
Чотири китайські сузір’я розташовані в тій частині неба, яка на Заході асоціюється із сузір’ям Персея. Тіанчуан (天船), або «Небесний Човен», був третім паранателоном (тобто зорею або сузір’ям, що сходить одночасно з іншою зорею чи об'єктом) третього дому Білого Тигра Заходу. Він символізував човни, які нагадували китайцям будувати у випадку катастрофічного сезону повеней. До його складу входили зорі з північної частини сузір’я Персея: Мю, Дельта, Псі, Альфа, Гамма та Ета Персея. Джішуі (積水), або Збір Вод, був четвертим паранателоном цього ж дому й символізував імовірність надзвичайно високих повеней наприкінці серпня — на початку вересня, коли починався сезон паводків. У його межах знаходились зорі Лямда Персея та, можливо, Мю Персея. Даілін (大陵), або Великий Рів, був п’ятим паранателоном цього дому і уособлював рови, у які масово ховали страчених злочинців у серпні. Його формували зорі Каппа, Омега, Ро, 24, 17 та 15 Персея. Купа тіл до поховання зображувалась через Джіші (積屍, Пі Персея), шостий паранателон дому, який асоціювався із зорею Пі Персея. Подвійне скупчення зорі h та Chі Персея мало особливе значення в китайській астрономії.

У Полінезії сузір’я Персея зазвичай не визнавали окремим сузір’ям. Так його називали лише мешканці Островів Товариства, які дали йому назву «Фаа-іті», що означає «Мала Долина». Зоря Алголь, можливо, була відома під назвою «Матохі» у народів Маорі, однак докази залишаються суперечливими. Матохі (у перекладі «Розкол») час від часу вступала в суперечку з Тангароа-вакапау за право з’являтись у небі, і від результату цієї боротьби залежали припливи. Матохі за описом Маорі відповідає блакитно-білій зірці поблизу Альдебарана, але вона не зникає з неба, як того вимагає міф.

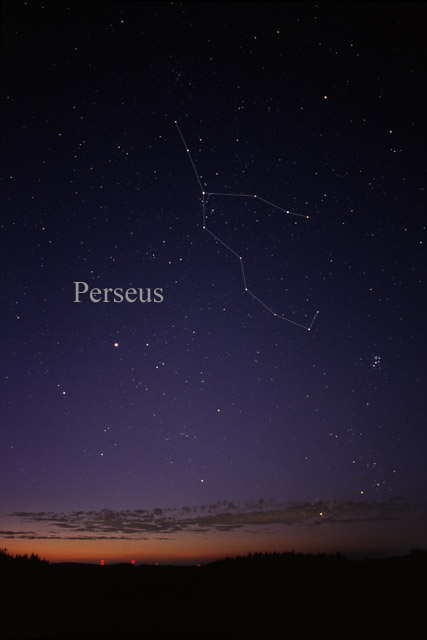
Сузір'я Персей неозброєним оком

## Зорі
Алголь (від арабського رأس الغول «Ра'с аль-Гул», що означає «Голова Демона»), також відомий за байєрівським позначенням Бета Персея, є найвідомішою в сузір'ї Персея. У грецькій міфології вона символізувала голову Медузи Горгони, в єгипетській — божество Гор, а на івриті відома як «Рош ха-Сатана» («Голова Сатани»). Розташована на відстані 92,8 світлових років від Землі, її видима зоряна величина змінюється від мінімуму 3,5 до максимуму 2,3 протягом 2,867 днів. Ця система є прототипом групи затемнювальних подвійних зір, відомих як змінні типу Алголя, хоча фактично утворює потрійну зоряну систему. Найяскравішим компонентом є синьо-біла зоря головної послідовності спектрального типу B8V, яка в 3,5 рази масивніша та в 180 разів яскравіша за Сонце. Вторинний компонент — помаранчевий субгігант класу K0IV, що почав охолоджуватися та розширюватися до радіуса, що в 3,5 рази перевищує сонячний. Його світність у 4,5 раза більша за світність Сонця, а маса становить близько 80 %. Ці дві зорі розділені лише 0,05 астрономічної одиниці (а.о.) — п'ятьма відсотками відстані між Землею та Сонцем; основне падіння яскравості (первинний мінімум) виникає, коли більший та менш яскравий супутник проходить перед гарячішим та яскравішим первинним компонентом. Третинний компонент — це зоря головної послідовності типу A7, яка розташована в середньому на відстані 2,69 а.о. від двох інших зірок. AG Persei — ще одна змінна типу Алголя в Персеї, основним компонентом якої є зоря головної послідовності типу B з видимою зоряною величиною 6,69. Фі Персея — подвійна зоря, хоча два її компоненти не затьмарюють один одного. Первинна зоря — представник класу Be спектрального типу B0.5, ймовірно, гігант. Вторинна зоря, ймовірно, є зоряним залишком з ознаками, подібними до субкарликів O-типу.
Історично відома як Мірфак (з арабської — «лікоть») або Альгеніб, Альфа Персея є найяскравішою зорею цього сузір’я з видимою зоряною величиною 1,79. Мірфак — надгігант спектрального типу F5Ib, розташований приблизно за 590 світлових років від Землі. Його світність перевищує сонячну у 5000 разів, а діаметр — у 42 рази. Це найяскравіший член зоряного скупчення Альфа Персея (також відомого як Melotte 20 та Collinder 39) — розсіяного скупчення, що містить велику кількість яскравих зір. Серед інших яскравих зір, які належать до цього скупчення, — зорі типу Be: Дельта Персея (зоряна величина 3,0), Псі Персея (4,3), 48 Персея (4,0), а також змінна зоря типу Бета Цефея — Епсилон Персея (2,9). До складу групи також входять:  29 (зоряна величина 5,2), 30 (5,5), 31 (5,0) та 34 Персея (4,7). Йота Персея, зоряна величина якої становить 4,05, раніше вважалась членом цього скупчення, однак насправді вона розташована лише за 34 світлових роки від Землі. Ця зоря дуже подібна до Сонця, випромінює в 2,2 рази більше світла та належить до жовтих зір головної послідовності спектрального класу G0V. Попри ретельні спостереження підтверджень наявності планетарної системи виявлено не було.
Дзета Персея — третя за яскравістю зоря в сузір’ї, з видимою зоряною величиною 2,86. Розташована приблизно за 750 світлових років від Землі, вона є блакитно-білим надгігантом із радіусом, що у 26–27 разів перевищує радіус Сонця, та світністю, що перевищує сонячну приблизно у 47 000 разів. Це найяскравіша зоря (з погляду земного спостерігача) рухомої групи синьо-білих гігантів і надгігантів, відомої як Асоціація Персея OB2, або Асоціація Дзета Персея. Дзета Персея є потрійною зоряною системою. До неї входить блакитно-біла зоря головної послідовності спектрального класу B8 з видимою зоряною величиною 9,16, яка знаходиться на відстані близько 3900 а.о. від головної зорі та біла зоря головної послідовності спектрального класу A2 з величиною 9,90, розташована приблизно за 50 000 а.о. Вона може бути гравітаційно пов’язана з іншими компонентами системи, хоча це не є підтвердженим. X Персея — ще одна зоряна система, що входить до складу цієї асоціації. Вона є подвійною системою, що складається з гарячої, яскравої зорі та нейтронної зорі. З видимою зоряною величиною 6,72, вона є надто тьмяною, щоб бути видимою неозброєним оком навіть за ідеальних умов затемнення. Система є джерелом рентгенівського випромінювання, і первинна зоря, схоже, зазнає значної втрати маси. Колись вважалося, що Омікрон Персея (Атік) належить до Асоціації Персея OB2. Це кратна зоряна система з сумарною візуальною величиною 3,85. Вона складається з двох блакитно-білих зір — гіганта спектрального класу B1.5 та зорі головної послідовності B3 — які обертаються одна навколо одної кожні 4,5 дня. Через невелику відстань між ними зорі мають сплюснуту, овальну форму. У системі також наявна третя зоря, про яку наразі відомо дуже мало. Вважається, що система, розташована приблизно за 1475 світлових років від Землі, знаходиться надто далеко від центру групи Дзета Персея, щоби належати до цієї асоціації.
GRO J0422+32 (V518 Персей) — ще одна рентгенівська подвійна зоряна система в сузір'ї Персея. Одним із її компонентів є червоний карлик спектрального класу M4.5V, який обертається навколо компактного, щільного та масивного об'єкта — ймовірно, чорної діри — з орбітальним періодом 5,1 години. Система класифікується як рентгенівська нова, тобто така, що періодично зазнає яскравих спалахів у рентгенівському діапазоні електромагнітного спектра. Якщо обʼєкт у центрі системи справді є чорною дірою, то це — найменша з відомих науці чорних дір. Подальший аналіз у 2012 році розрахував масу близько 2,1 маси Сонця, що ставить під сумнів її класифікацію, адже така маса може бути недостатньою для формування чорної діри згідно з чинними теоретичними моделями.
ГК Персей, також відома як Нова Персея 1901, — яскрава нова, що з'явилася посередині між зорями Алголь та Дельта Персея. Відкрита 21 лютого 1901 року шотландським астрономом-аматором Томасом Девідом Андерсоном, вона досягла пікової видимої зоряної величини 0,2 — майже такої ж яскравості, як Капелли та Веги. Приблизно через 30 років після максимуму яскравості її зоряна величина зменшилася до 13,01. Сі Персея, традиційно відома як Менхіб, — блакитний гігант спектрального класу O7III, є однією з найгарячіших яскравих зір на небі, з температурою поверхні близько 37 500 K. Вона також є однією з наймасивніших відомих зір: її маса становить від 26 до 32 мас Сонця, а світність перевищує сонячну приблизно у 330 000 разів. 
Ро Персея, також відома як Горгонея Терція, змінює яскравість подібно до Алголя, однак є пульсуючою, а не затемнювальною зорею. Це червоний гігант на пізній стадії зоряної еволюції, який вдруге пройшов фазу розширення, досягнувши радіуса, що приблизно у 150 разів перевищує радіус Сонця. У його ядрі вже завершився процес перетворення гелію у важчі елементи, і тепер воно складається переважно з вуглецю та кисню. Ро Персея належить до напіврегулярних змінних зірок типу Му Цефея, її видима зоряна величина коливається від 3,3 до 4,0 з характерними періодами пульсацій у 50, 120 та 250 днів. Подвійне скупчення у цьому ж регіоні містить три ще масивніші зорі, кожна з яких має радіус понад 700 сонячних радіусів. Це S, RS та SU Персея — усі є напіврегулярними пульсуючими надгігантами M-типу. Ці зорі не видно неозброєним оком; найяскравіша з них — SU Персея, має видиму зоряну величину 7,9, тому її можна спостерігати в бінокль. AX Персея — ще одна подвійна система, основним компонентом якої є червоний гігант на пізній стадії зоряної еволюції. Він переносить речовину на акреційний диск, що оточує меншу зорю. Ця система є однією з небагатьох відомих затемнювальних симбіотичних подвійних зір, однак має особливість, оскільки вторинна компонента — це не білий карлик, а зоря спектрального типу А. DY Персея— змінна зоря, що є прототипом класу змінних DY Персея. Це різновид вуглецевих змінних зір, споріднений зі змінними типу R Coronae Borealis, які демонструють змінність, характерну для асимптотичних гігантів. Сама DY Персея — вуглецева зоря з видимою зоряною величиною 10,6, тобто занадто тьмяна, щоби бути помітною в бінокль.
Було виявлено, що сім зір у сузір'ї Персеї мають планетні системи. V718 Персея — зоря у молодому відкритому скупченні IC 348, яка періодично затьмарюється гігантською планетою кожні 4,7 роки. Вважається, що це об'єкт з максимальною масою у 6 разів більшою за масу Юпітера і радіусом орбіти 3,3 а.о..

## Об'єкти далекого космосу

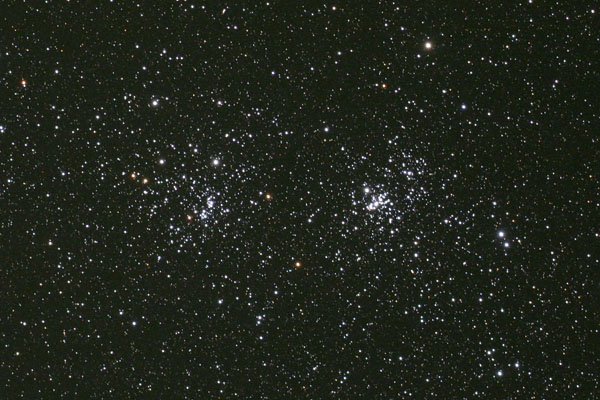
Фотографія Подвійного скупчення (NGC 869 і NGC 884)

Площина Чумацького Шляху проходить через Персея, але набагато менш помітна, ніж в інших частинах неба, оскільки вона здебільшого прихована молекулярними хмарами. Рукав Персея — це спіральний рукав Галактики Чумацький Шлях, який простягається на небі від сузір’я Кассіопеї через Персея й Візничого до Близнят та Єдинорога. Ця ділянка рукава розташована ближче до краю галактики.
У межах рукава Персея містяться два відкриті скупчення (NGC 869 і NGC 884), відомі як Подвійне скупчення. Їх іноді називають відповідно h і Хі (χ) Персея; вони легко видимі у біноклі та невеликі телескопи. Обидва лежать на відстані понад 7 000 св. р. від Землі й віддалені одне від одного на кілька сотень світлових років. Обидва скупчення мають приблизну видиму зоряну величину 4 та кутовий діаметр 0,5°; за класифікацією Трамплера це об’єкти I 3 r, хоча NGC 869 належить до класу f за Шеплі, а NGC 884 — до класу e. Це означає, що вони досить густі; NGC 869 є більш щільним із цієї пари. Обидва скупчення чітко вирізняються із навколишнього зоряного поля й концентровані у своїх центрах. Кількість зір у кожному перевищує 100 і сильно варіюється за яскравістю.
M34 — це відкрите скупчення видимої зоряної величини 5,5, розташоване приблизно за 1 500 св. р. від Землі. Воно містить близько 100 зір, розкиданих на полі огляду, більшому за діаметр повного Місяця. M34 можна бачити неозброєним оком, але найкраще його спостерігати у телескоп на невеликих збільшеннях.
IC 348 — дещо молодше відкрите скупчення, що й досі розміщене всередині туманності, з якої сформувалися його зорі. Воно лежить приблизно за 1 027 св. р., має вік близько 2 млн р. і містить багато зір із навколозоряними дисками. У цьому скупченні виявлено чимало коричневих карликів; оскільки вони охолоджуються з часом, їх легше знаходити у таких молодих скупченнях.

У сузір’ї Персея розташовано чимало туманностей, серед яких — Messier 76 (M76), відома як туманність Мала Гантель. Це планетарна туманність із характерною дволопатевою формою. Її видимі кутові розміри становлять приблизно 2′ × 1′, а видима зоряна величина — близько 10,1m. NGC 1499, або Туманність Каліфорнія, — це емісійна туманність, відкрита 1884–85 рр. американським астрономом Едвардом Е. Барнардом. Візуально її складно спостерігати: низька яскравість робить її тьмянішою за більшість інших дифузних туманностей.

NGC 1333 — туманність у Персеївській молекулярній хмарі

NGC 1333 — відбивна туманність і область зореутворення. Персей також містить гігантську молекулярну хмару, відому як Персеївська молекулярна хмара; вона належить до Рукава Оріона й відома низькою швидкістю зореутворення порівняно з подібними хмарами. NGC 1023 — спіральна галактика з баром видимої зоряної величини 10,35, що лежить приблизно за 30 млн св. р. (9,2 млн пк) від Землі. Вона є головним членом групи NGC 1023 і, ймовірно, взаємодіє з іншою галактикою. NGC 1260 — лентикулярна або щільно закручена спіральна галактика за ~76,7 млн св. р. (23,5 млн пк). Саме в ній спалахнула наднова SN 2006gy — одна з найяскравіших, які будь-коли спостерігали. Вона є членом скупчення Персея (Abell 426), масивного скупчення галактик, розташованого за 76,6 млн св. р. (23,5 млн пк). За червоним зміщенням 0,0179 Abell 426 є найближчим великим скупченням до Землі. NGC 1275, один із членів скупчення, — сейфертівська галактика з активним ядром, яке продукує струмені речовини, оточуючи галактику величезними бульбашками. Ці бульбашки створюють звукові хвилі, що проходять крізь скупчення Персея, звучачи нотою сі-бемоль на 57 октав нижче від до першої октави. Це галактика типу cD, що пережила багато злиттів; на це вказує «система високих швидкостей» — залишки меншої галактики, які її оточують. Активне ядро NGC 1275 — потужне джерело радіовипромінювання.

## Метеорні потоки
Персеїди — помітний щорічний метеорний потік, що «випромінюється» з Персея з середини липня, досягаючи максимуму між 9 і 14 серпня. Він пов’язаний із кометою Свіфт–Таттл і спостерігається вже близько 2 000 років.
Вересневі Епсилон-Персеїди — метеорний потік, значно менш яскравий за Персеїди. Імовірно, причиною цього метеорного потоку є невідома довгоперіодична комета.